# Rue Marie-Laurencin
La rue Marie-Laurencin est une voie située dans le quartier du Bel-Air du 12e arrondissement de Paris.

## Situation et accès
Il s'agit d'une voie entièrement piétonnière.
La rue Marie-Laurencin est accessible à proximité par la ligne de métro 6 à la station Bel-Air.

## Origine du nom
Elle porte le nom de l'artiste peintre, dessinatrice, graveuse et poète française, Marie Laurencin (1883-1956).

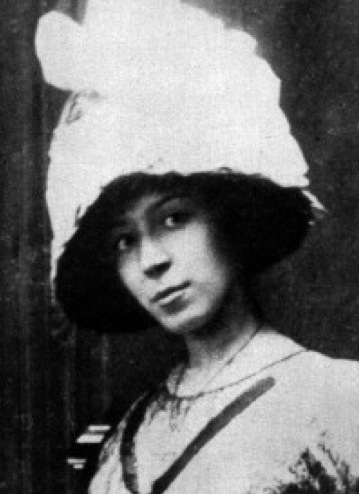
Marie Laurencin vers 1912.

## Historique
La voie est créée dans le cadre de l'aménagement du secteur Sahel-Montempoivre sous le nom provisoire de « voie AW/12 » et prend sa dénomination actuelle par arrêté municipal du 28 décembre 1987.

## Bâtiments remarquables et lieux de mémoire
- Accès à la Promenade plantée et au square Charles-Péguy.